# Cristina Gallego
Pour les articles homonymes, voir Gallego.
Cristina Gallego, née en 1978 à Bogota (Colombie), est une productrice de cinéma colombienne. Elle est également coréalisatrice, avec Ciro Guerra, du film Les Oiseaux de passage (Pájaros de verano, 2018).

## Biographie
Cristina Gallego est connue comme productrice de films tels que L'Étreinte du serpent (El abrazo de la serpiente) (2015) et Les Voyages du vent (Los viajes del viento) (2009), tous deux dirigés par son mari Ciro Guerra avec qui elle a fondé en 1998 la société de production Ciudad Lunar Producciones.
Le film Les Oiseaux de passage (Pájaros de verano) remporte l'Abrazo d'or du meilleur film au Festival Biarritz Amérique latine 2018.

## Filmographie

### Réalisatrice
- 2018 : Les Oiseaux de passage (Pájaros de verano) - coréalisé avec Ciro Guerra

### Productrice
- 2004 : L'Ombre de Bogota
- 2009 : Les Voyages du vent (Los viajes del viento)
- 2012 : Cecilia
- 2012 : Edificio Royal
- 2013 : El Viaje del Acordeón
- 2015 : Anna
- 2015 : L'Étreinte du serpent (El abrazo de la serpiente)
- 2017 : Demonios tus ojos
- 2017 : Wajib - L'Invitation au mariage
- 2018 : Brakland (Sticks and Stones)
- 2018 : Les Oiseaux de passage (Pájaros de verano)
- 2018 : Ruben Blades Is Not My Name

### Directeur de production
- 2004 : Addictions and Subtractions

## Distinctions
- Prix Fénix 2018 : meilleur long métrage pour Les Oiseaux de passage